# Okręg Erfurt
Okręg Erfurt (niem. Bezirk Erfurt) – okręg administracyjny w dawnej Niemieckiej Republice Demokratycznej.

## Geografia
Okręg położony w południowo-zachodniej części NRD. Od zachodu graniczył z RFN.

### Podział
- Erfurt
- Weimar
- Powiat Apolda
- Powiat Arnstadt
- Powiat Eisenach
- Powiat Erfurt
- Powiat Gotha
- Powiat Heiligenstadt
- Powiat Langensalza
- Powiat Mühlhausen
- Powiat Nordhausen
- Powiat Sömmerda
- Powiat Sondershausen
- Powiat Weimar

## Polityka

### Przewodniczący rady okręgu
- 1952–1962 Willy Gebhardt (1901–1973)
- 1962–1985 Richard Gothe (1928–1985)
- 1985 Horst Lang (kommissarisch) (1938-)
- 1985–1990 Arthur Swatek (1932–1990)
- 1990 Horst Lang (komisarz) (1938-)
- 1990 Josef Duchač (Regierungsbevollmächtigter) (1938-)

### I sekretarzSEDokręgu
- 1952–1953 Erich Mückenberger (1910–1998)
- 1953–1957 Hans Kiefert (1905–1966)
- 1957–1958 Hermann Fischer (1911–1967)
- 1958–1980 Alois Bräutigam (1916–2007)
- 1980–1989 Gerhard Müller (1928-)
- 1989–1990 Herbert Kroker (1929-)